# Vovkivți, Șumsk
Vovkivți (în ucraineană Вовківці) este un sat în comuna Velîki Dederkalî din raionul Șumsk, regiunea Ternopil, Ucraina.

## Demografie
Componența lingvistică a localității Vovkivți
     Ucraineană (99,15%)
     Alte limbi (0,85%)
Conform recensământului din 2001, majoritatea populației localității Vovkivți era vorbitoare de ucraineană (99,15%), existând în minoritate și vorbitori de alte limbi.